# Controllo civile dei militari
Il controllo civile dei militari è una dottrina delle scienze politiche e militari che pone come ultimo responsabile del processo decisionale strategico di una nazione la leadership della popolazione civile, piuttosto che ufficiali delle forze armate.

Il controllo civile è spesso visto come un prerequisito di una società stabile e democratica.

L'uso del termine in analisi accademiche tende ad essere inserito nel contesto di democrazie occidentali governate da statisti eletti democraticamente sebbene il concetto di subordinazione dei militari al controllo politico non è ristretto a queste società.

| Controllo di autorità | LCCN (EN) sh85026420 · J9U (EN, HE) 987007283800405171 · NDL (EN, JA) 00561021 |